# ویرار
ویرار (به انگلیسی: Virar) یک منطقهٔ مسکونی در هند است که در بخش تهانه واقع شده‌است. ویرار ۱٬۲۲۱٬۲۳۴ نفر جمعیت دارد و ۱۰ متر بالاتر از سطح دریا واقع شده‌است.